# Kaliumpropionaat
Kaliumproponaat is een kaliumzout van propionzuur, een natuurlijk zuur, aanwezig in kleine hoeveelheden in zeer veel producten. Hogere concentraties komen voor in sommige gefermenteerde producten, zoals Zwitserse kazen. Het wordt ook op grote schaal gemaakt door de bacteriën in de dikke darm.

## Toepassingen
Propionzuur en propionaten worden gebruikt als conserveermiddel, vooral tegen schimmels. De stof is bekend als E283.